# Audition Online
Audition Online ist ein herunterladbares Multiplayer-Online-Spiel, das von T3 Entertainment entwickelt wurde. Erstmals wurde es 2005 in Südkorea veröffentlicht, wird aber mittlerweile auf der ganzen Welt vertrieben, in Europa auf dem Spieleportal alaplaya von Burda:ic. Das Spielen selbst ist kostenfrei; es finanziert sich durch einen Cash-Item-Shop, der es ermöglicht, für Geld seinen Charakter neu zu kleiden.
In Südkorea wurden eine Version für die PSP (1. Juni 2007) und das Handy (4. Juni 2007) herausgebracht.

## Geschichte
Audition Online ist aus einem Comic (Manhwa), genannt Audition, entstanden. Durch den Comic inspiriert hat T3 Entertainment in Zusammenarbeit mit Yedang Online Audition Online produziert. Zuerst in Südkorea veröffentlicht, wurde das Spiel so berühmt, dass T3 Entertainment und Yedang Online Lizenzen an Publisher in der Volksrepublik China, Hongkong, Indonesien, Malaysia, Japan, die Philippinen, Nordamerika, Thailand, Taiwan, Vietnam, Brasilien und Europa verkauften. Auch wurde das Spiel als „globale“ Version herausgebracht, die größtenteils von amerikanischen und vietnamesischen Spielern gespielt wurde. Updates für Global Audition sowie der Server wurden aufgrund von Hacking-Angriffen gestoppt. Audition Korea ist weiterhin die Version, die mit wöchentlichen Updates die am stärksten erweiterte Version ist.
Allein in China hat Audition über 50 Millionen registrierte User und einen Durchschnitt von 500.000 gleichzeitig spielenden Spielern.

## Gameplay-Features
Es wird ein Raum erstellt, der wahlweise mit einem Passwort belegt werden kann. Der Ersteller dieses Raumes ist der DJ. Er kann über den Modus, die Map und den Song, zu dem getanzt werden soll, entscheiden. Die Geschwindigkeit des Liedes wird im BPM angegeben. Der langsamste Song bei Audition hat 80 BPM (We Will Not Stop), der Schnellste 190 BPM (Love Mode).
Ziel einer Runde ist es, eine möglichst hohe Punktzahl zu erzielen. Dazu muss man die Pfeiltasten in der Reihenfolge drücken, die einem das Spiel angibt und im richtigen Moment die Leertaste drücken. Die Wertung für eine erfolgreich abgeschlossene Bewegung erfolgt abhängig davon, wie nahe der Anschlag der Leerzeile am Anfang des jeweils vierten Takt war. Die Wertungen werden in Bad, Cool, Great, Perfect und Combo (Perfekt x1 ...) angezeigt, ein Miss zeigt an, dass zu früh oder zu spät die Leertaste angeschlagen wurde. Im normalen Modus tanzt immer der Charakter mit den meisten Punkten vor den anderen Mitspielern.
Die Schwierigkeit steigt mit dem Level der Kombination an. Je höher dieses ist, desto mehr Pfeiltasten müssen innerhalb der Takte vor dem Leertastenanschlag gedrückt werden. Wird das letzte Level erfolgreich absolviert, kann ein so genannter Finishmove getanzt werden. In diesem befindet sich ein roter Pfeil, welcher in die entgegengesetzte Richtung gedrückt werden muss.
Schafft ein Spieler mehrere Perfects hintereinander, bekommt er Extrapunkte. Auch kann er damit Spieler in seiner Nähe „angreifen“. Ein gelber Kreis um den Charakter zeigt, dass man angegriffen wird, ein blauer, dass man ein Perfekt geschafft hat. Ein Angriff muss mit einem Perfekt geblockt werden, ansonsten bringt der Durchgang, in dem ein Charakter einen gelben Kreis um sich hat, keine Punkte.
Ist ein Raum voll besetzt, kann es sein, dass die Spieler einen Auftrag erhalten. Dieser kann ganz unterschiedlich lauten, z. B. tanze kein Cool oder Bad und erscheint zu Beginn der Runde. Es wird auch angezeigt, was dieser Auftrag einbringt. Alle Spieler, die ihn erfüllen, erhalten ihre Belohnung und sind mit einem „M“ in einer Statistik, die am Ende jeder Runde erscheint, gekennzeichnet. In dieser Statistik steht die Punktzahl, die erhaltene Erfahrung und wie oft welche Wertung erreicht wurde.
Jeder Spieler hat die Möglichkeit, im Chance-Modus zu spielen. Dafür muss er die Entf-Taste drücken. Ab dem nächsten Level tauchen die roten Pfeilsymbole auf, die auf der Tastatur entgegengesetzt gedrückt werden müssen.